# Aristide Cavallari
Pour les articles homonymes, voir Cavallari.
Aristide Cavallari (né le 8 février 1849 à Chioggia en Vénétie, alors dans le Royaume lombard-vénitien et mort le 24 novembre 1914 à Venise), est un cardinal italien de l'Église catholique du début du XXe siècle, nommé par le pape Pie X.

## Biographie
Après son ordination, Aristide Cavallari fait du travail pastoral à Venise et à Treporti et est chanoine honoraire au chapitre de Venise. Il est élu évêque titulaire de Philadelphie-en-Lydie (de) et évêque auxiliaire de Venise en 1903 et est consacré le 23 août de la même année par Francesco Satolli avec comme co-consécrateurs Jeremiah James Harty (en) et Paolo Maria Barone. En 1904 il est promu patriarche de Venise, comme successeur de Pie X.
Le pape Pie X le crée cardinal lors du consistoire du 15 avril 1907. Le cardinal Cavallari participe au conclave de 1914, lors duquel Benoît XV est élu.